# شنگ پنجه‌کوچک خاوری
شنگ پنجه‌کوچک خاوری (نام علمی: Aonyx cinerea) نام یک گونه از سرده بی‌پنجه‌ها است.